# Alpheus novaezealandiae
Alpheus novaezealandiae is een garnalensoort uit de familie van de Alpheidae. De wetenschappelijke naam van de soort is voor het eerst geldig gepubliceerd in 1876 door Miers.